# صوفيا جورج
صوفيا جورج (بالإنجليزية: Sophia George)‏ هي مغنية جامايكية، ولدت في 21 فبراير 1964 في كينغستون في جامايكا.

## وصلات خارجية
- صوفيا جورج على موقع ميوزك برينز (الإنجليزية)
- صوفيا جورج على موقع ديسكوغز (الإنجليزية)